# Барнегејт (Њу Џерзи)
Барнегејт (енгл. Barnegat) насељено је место без административног статуса у америчкој савезној држави Њу Џерзи.

## Демографија
По попису из 2010. године број становника је 2.817, што је 1.127 (66,7%) становника више него 2000. године.
| Група             | 2000.         | 2010.         |
| Белци             | 1.590 (94,1%) | 2.491 (88,4%) |
| Афроамериканци    | 9 (0,5%)      | 74 (2,6%)     |
| Азијати           | 22 (1,3%)     | 63 (2,2%)     |
| Хиспаноамериканци | 46 (2,7%)     | 163 (5,8%)    |
| Укупно            | 1.690         | 2.817         |